# Paepalanthus parallelinervius
Paepalanthus parallelinervius är en gräsväxtart som beskrevs av Silveira. Paepalanthus parallelinervius ingår i släktet Paepalanthus och familjen Eriocaulaceae. Inga underarter finns listade i Catalogue of Life.